# ۱۵ شکارچی
{{Starbox image
|image=
۱۵ شکارچی یک ستاره است که در صورت فلکی شکارچی قرار دارد. این ستاره برای اورانوس حکم ستاره قطبی جنوبی را دارد.